# Johann Marian von Leyden
Johann Marian von Leyden war Landrichter von Schärding und Mitglied des Direktoriums des Braunauer Parlaments.
Freiherr von Leyden wurde am 21. Dezember 1705 in Braunau am Inn ins Direktorium des Landesdefensionskongresses (Braunauer Parlament) gewählt. Der Kongress setzte für die vier aufzustellenden Infanterieregimenter als Kommandeure Landrichter von Leyden, Franz Bernhard Freiherr von Prielmayr, Hauptmann Johann Alois Jehle und den ehemaligen bayerischen Oberstleutnant von Kilburg ein. Die Aufstellung des Regimentes von Leyden kam jedoch laut Christian Probst über Anfänge nicht hinaus.
Am 17. Januar 1706 kapitulierte die Stadt Braunau. Nach dem Einmarsch der kaiserlichen Truppen unter Generalwachtmeister Freiherr von Kriechbaum waren als Vertreter des Kongresses und der bayerischen Landesdefension neben Freiherr von Leyden noch Brigadier Ludwig Karl d’Ocfort zu Schedling und die Hauptleute Jehle und Johann Michael Hartmann in Braunau. Leyden wurde als Landrichter abgesetzt und auf Befehl der Kaiserlichen Administration in Bayern bis 1714 eingesperrt.